# Lluís López Mármol
Lluís López Mármol   (Sant Joan de Vilatorrada, 5 de març de 1997) és un futbolista professional català que juga com a defensa central pel Reial Saragossa.

## Biografia
Nascut a Manresa, López va ingressar al planter del RCD Espanyol el 2005, a vuit anys, després d'haver començat a jugar al Club Gimnàstic Manresa. El 4 de juny de 2015 fou promocionat al RCD Espanyol B, i va fer la pretemporada amb el primer equip el juliol.
López va debutar com a sènior el 23 d'agost de 2015, com a titular, i va veure targeta groga, en una victòria per 1–0 a casa contra el Lleida Esportiu al campionat de Segona Divisió B. Va marcar el seu primer gol a la categoria el 4 d'octubre, l'únic del seu equip en un empat 1–1 contra el València CF Mestalla també a la Ciutat Esportiva Dani Jarque; tretze dies més tard, va marcar un doblet en una derrota per 4–5 a casa contra el CE Eldenc.
El 6 de juliol de 2018, López va renovar contracte fins al 2022, i fou promocionat al primer equip definitivament per la temporada 2019–20. Va debutar amb el primer equip l'1 de novembre, entrant com a suplent a la segona part pel lesionat Naldo en una derrota per 1–2 a fora contra el Cadis CF, a la Copa del Rei.
López va debutar a La Liga el 21 de gener de 2019, jugant els 90 minuts en una derrota per 0–3 a fora contra la SD Eibar. El 30 de gener de l'any següent, després que hagués jugat poc, fou cedit al CD Tenerife de Segona Divisió fins a final de la temporada.
Després del seu retorn, López va disputar 18 partits durant la temporada 2020–21, en què els Pericos van ascendir a primera. El 18 d'agost de 2021, va acabar contracte amb el club, i en va signar un per dos anys amb el Reial Saragossa de segona divisió tot just hores després.